# 船橋市立七林小学校
船橋市立七林小学校（ふなばししりつ ななばやししょうがっこう）は、千葉県船橋市七林町にある公立小学校。

## 概観

### クラブ活動
運動部
- サッカー部
- ミニバスケットボール部（過去に全国3位の実績あり）

文化部
- 器楽部

## 沿革
- 1979年4月1日 - 薬円台小学校、飯山満小学校より分離し開校。
- 1980年7月8日 - 校歌（作詞：伊藤公平、作曲：寺内昭）[1]、校章を制定する。
- 1984年2月8日 - 船橋市から帰国子女教育推進校の指定を受ける。
- 1987年4月1日 - 船橋市から国際理解教育研究校の指定を受ける（3年間）。
- 1999年4月1日 - 船橋市から総合的な学習の時間についての研究校指定を受ける（2年間）。
- 2001年4月1日 - 船橋市から小学校英語教育推進校の指定を受ける（2年間）。

## 学区
- 船橋市 薬円台六丁目、西習志野三丁目・四丁目、七林町、飯山満町三丁目の一部、習志野台四丁目の一部。

## 交通
- 京成松戸線 習志野駅
- 京成松戸線 薬園台駅

## 周辺の施設
- 七林放課後ルーム
- 船橋市立七林中学校